# Поенарь
Замок Поенарь (Cetatea Poenari) — руины замка в Румынии в жудеце Арджеш, на южных отрогах Трансильванских Альп. В туристической индустрии закрепилось название Поенари, но согласно правилам румынско-русской транскрипции это название читается как Поенарь.
Замок возвышается над каньоном реки Арджеш, что позволяет визуально контролировать дорогу вдоль русла, соединяющую Трансильванию и Валахию. Сейчас в этом месте начинается автомобильная трасса Трансфэгэраш.
Крепость сооружена в 13-м веке, а в 15-м веке существенно перестроена и укреплена Владом III Цепешем, сделавшим Поенарь одной из своих основных резиденций. Многие путеводители называют Поенарь «Real Dracula Castle» («настоящий замок Дракулы») в противовес замку Бран.

## Место расположения
Замок расположен возле населённого пункта Арефу (рум. Arefu), в нескольких километрах от озера Видрару и одноименной плотины.

## История
Валашские летописи утверждают, что эту крепость построил Влад Цепеш, однако раскопки, проведённые на месте руин, показывают, что крепость существовала здесь и ранее.
В летописях также отразилась легенда о том, что эту крепость построили подданные Влада Цепеша, которых он обратил в рабов в наказание за то, что они предали его старшего брата.

В пасхальный день, когда все жители (города Тырговиште) праздновали и танцевали, он схватил всех. Взрослых людей он посадил на колья вокруг города; а молодых вместе с жёнами, мальчиков и девочек — всех заставил работать в замке (Поенарь) прямо в праздничных одеждах до тех пор, пока одежды не превратились в лохмотья и они не оказались голыми.— М. Казаку «Дракула»

## В популярной культуре
В фильме «Тёмный принц. Правдивая история Дракулы» присутствует сцена, основанная на легенде о том, что в реке Арджеш около крепости утопилась жена Влада Цепеша (Дракулы), но съёмки проходили в другой местности.

## Галерея

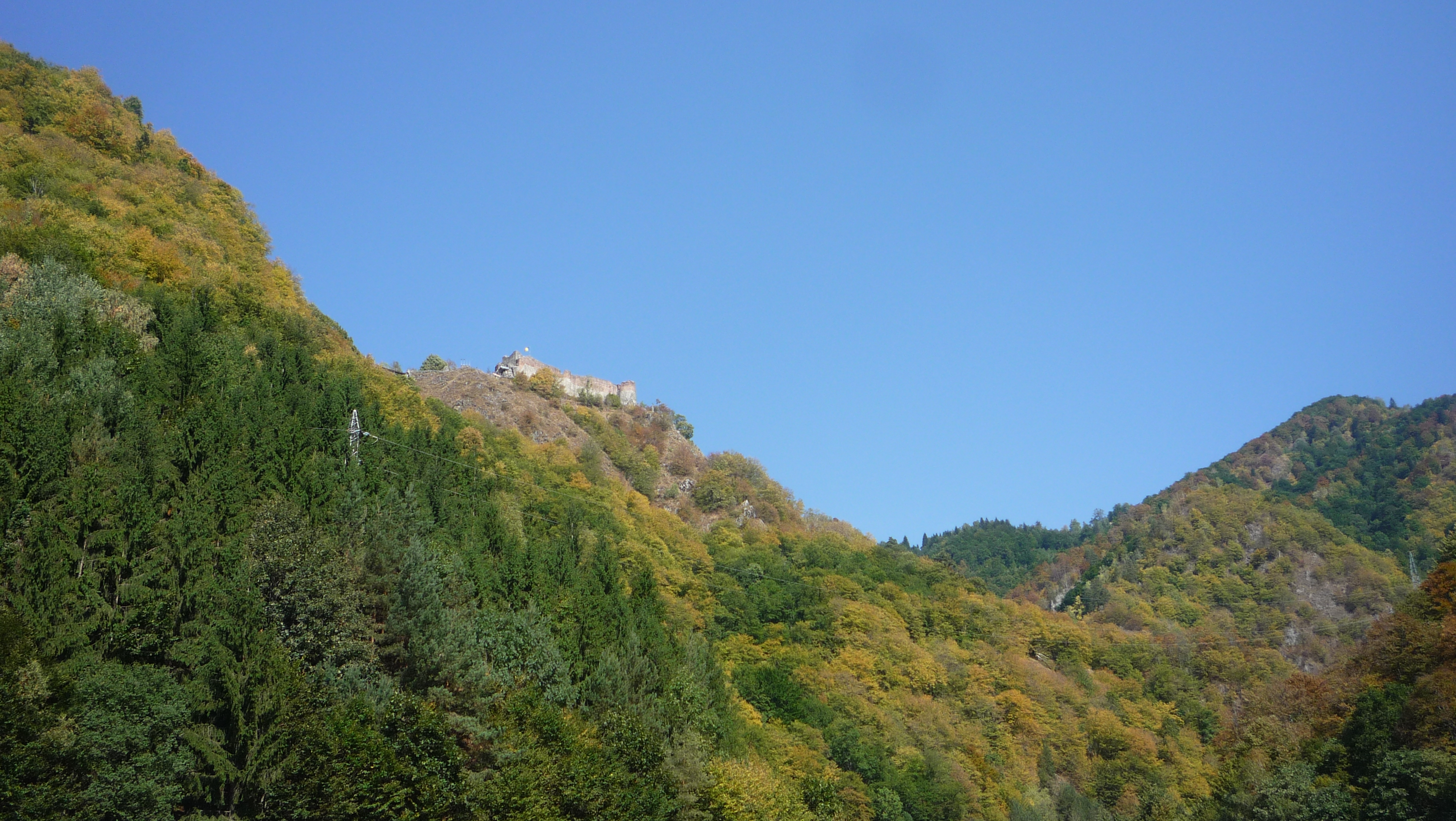
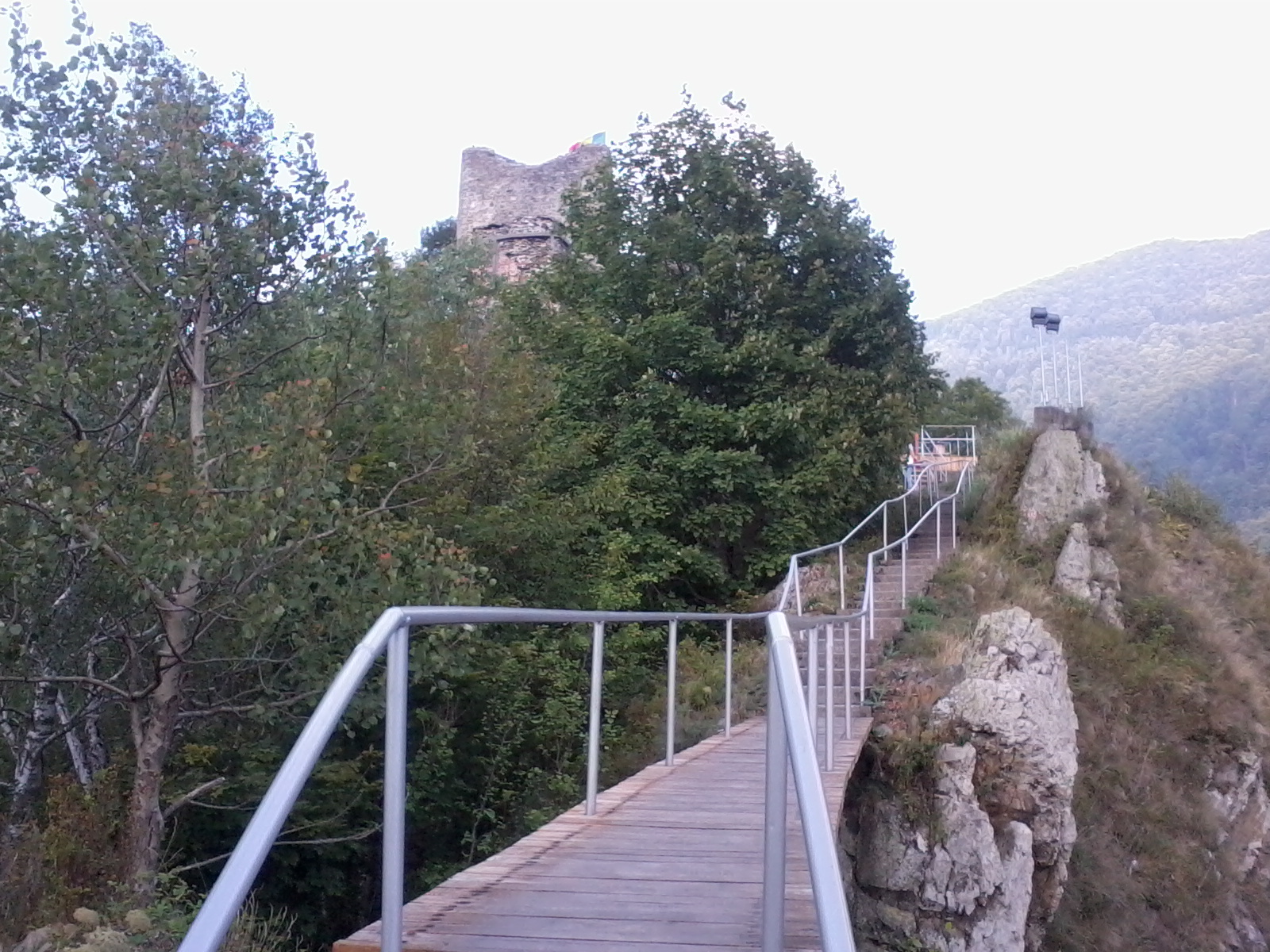
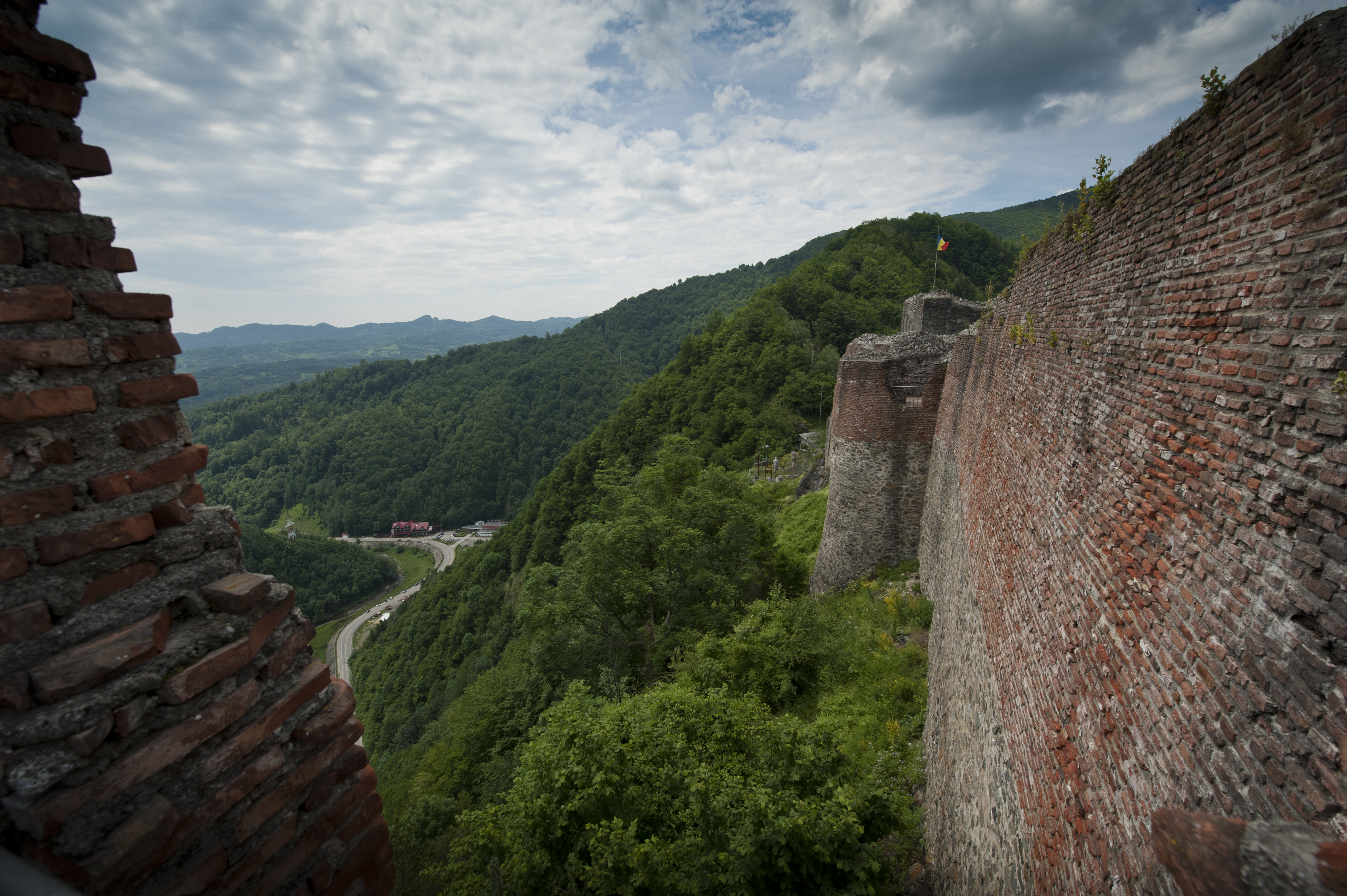
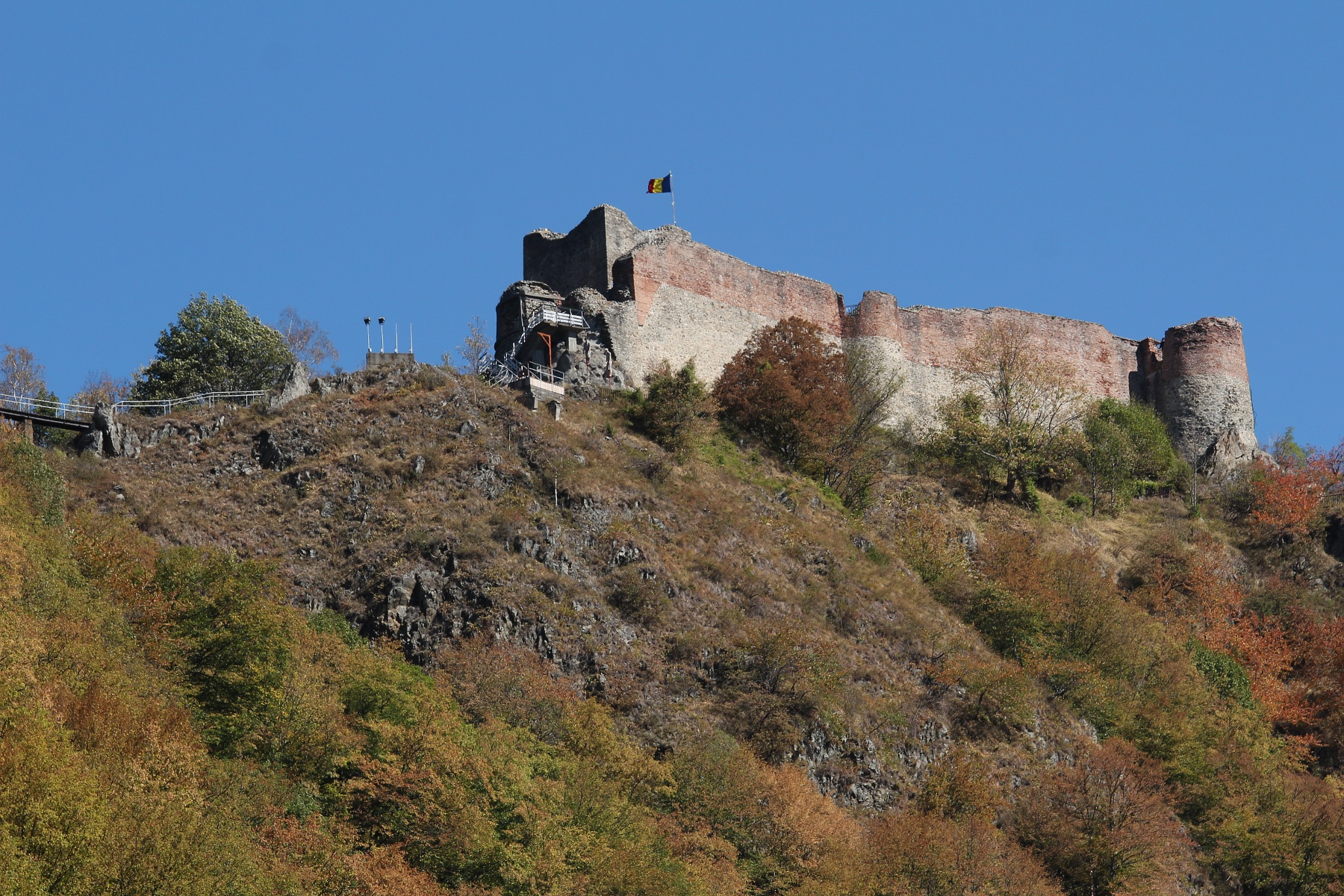
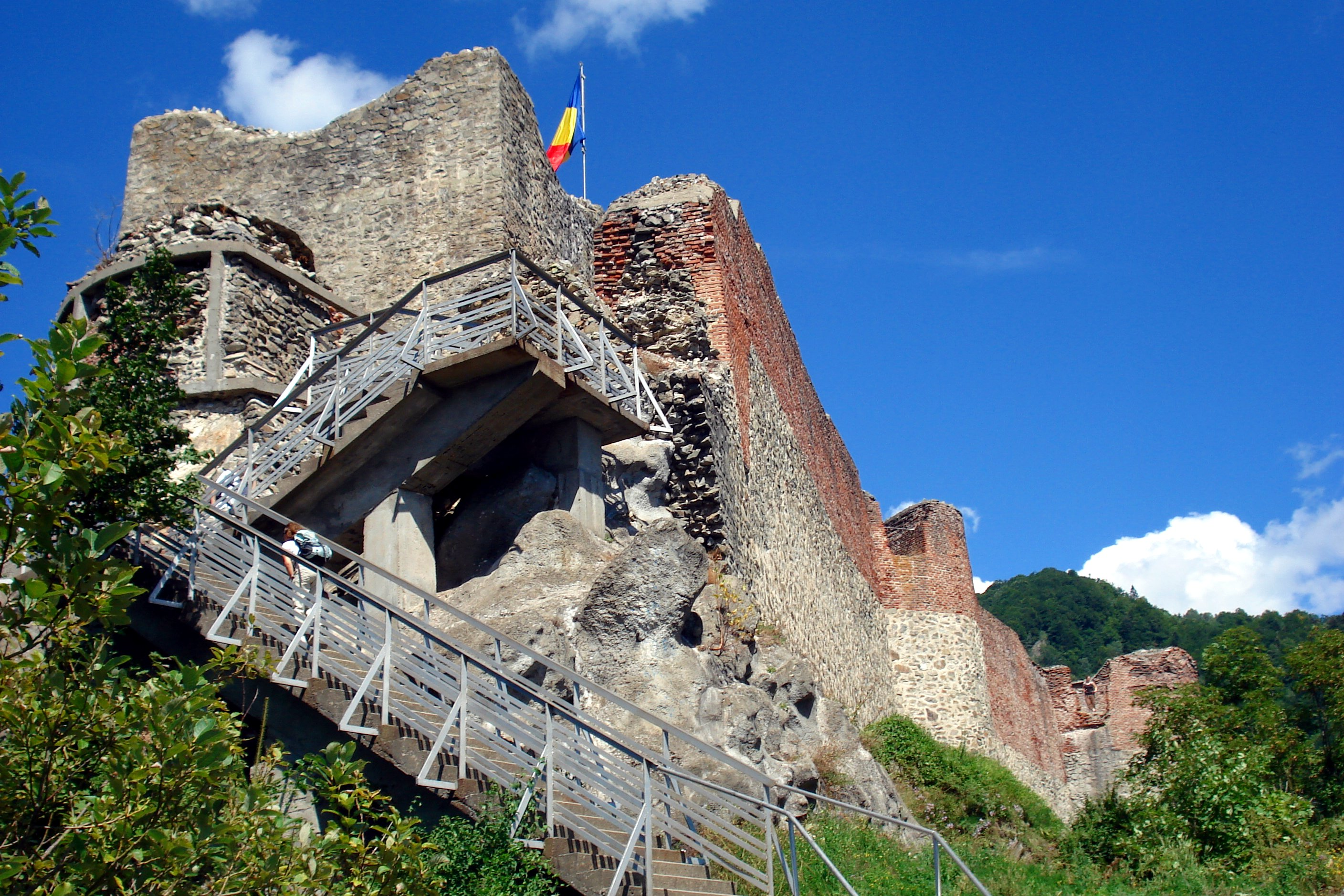
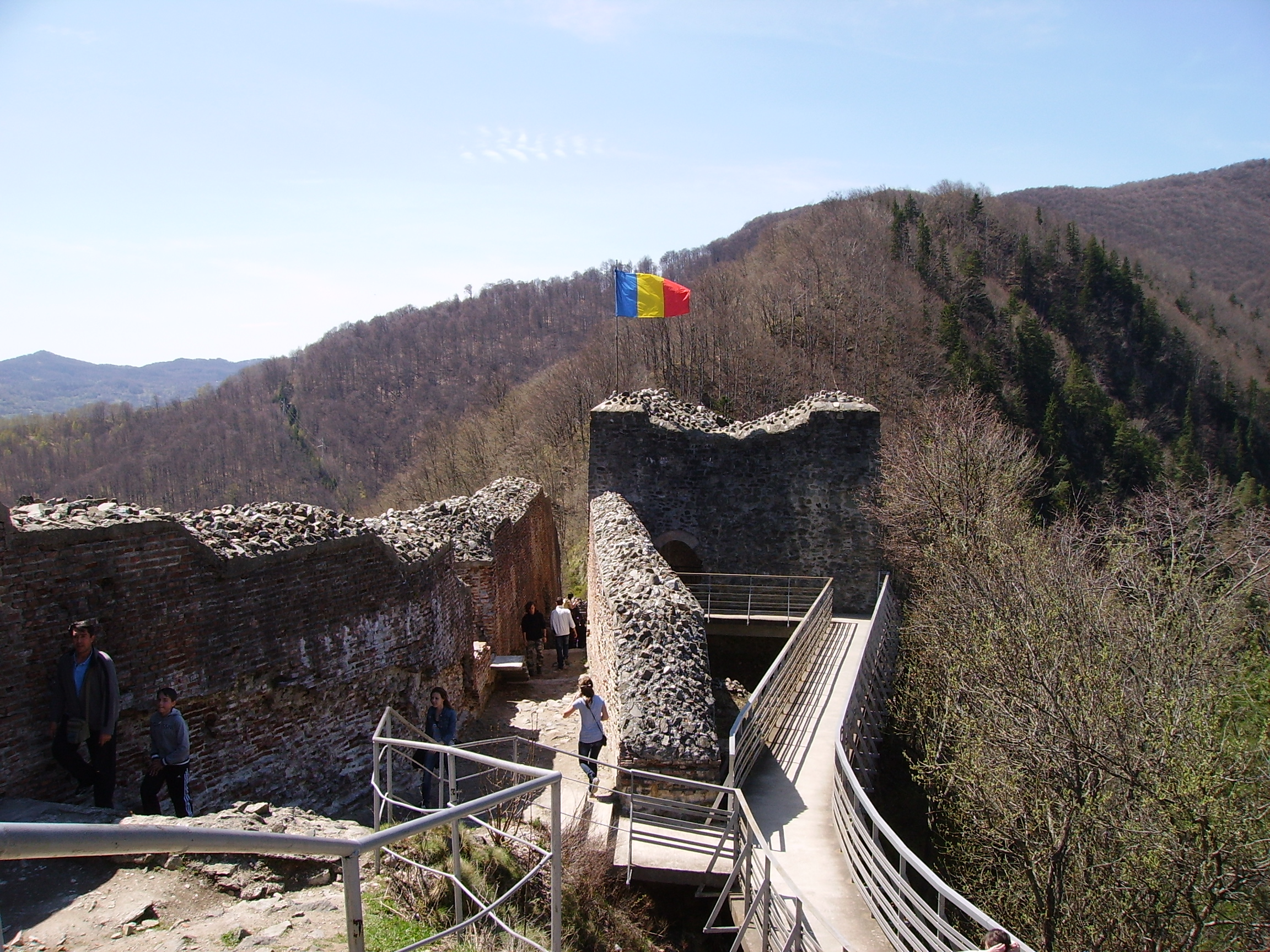
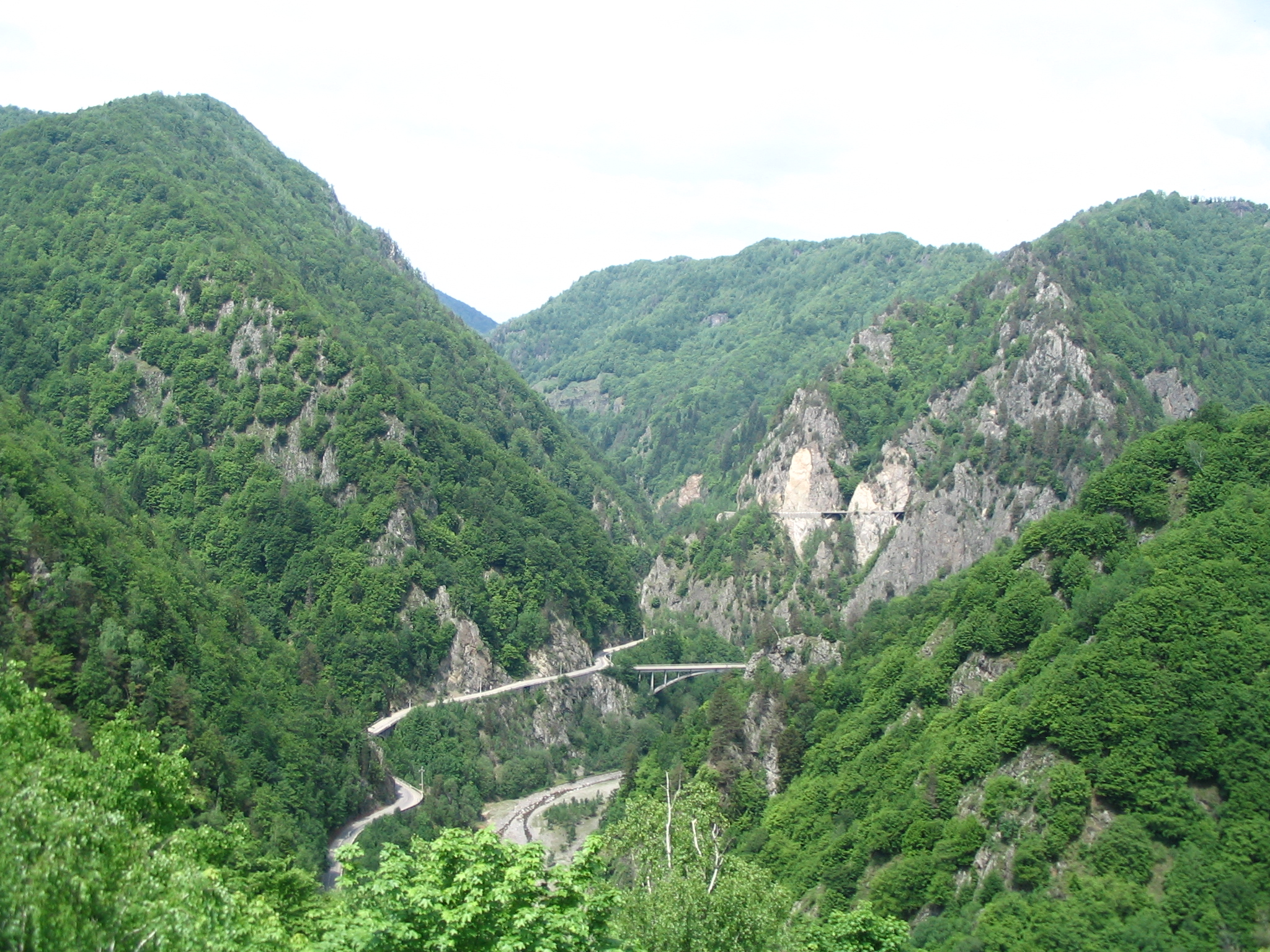
Вид из башен замка на горы Трансильвании